# Candida vini
Candida vini är en svampart som först beskrevs av J.N. Vallot ex Desm., och fick sitt nu gällande namn av Uden & H.R. Buckley ex S.A. Mey. & Ahearn 1983. Candida vini ingår i släktet Candida, ordningen Saccharomycetales, klassen Saccharomycetes, divisionen sporsäcksvampar och riket svampar.   Inga underarter finns listade i Catalogue of Life.